# Османсько-перська війна (1775—1776)
Турецько-іранська (Зендська) війна — збройний конфлікт між Османською імперією та Іраном в 1775-1776. Коли боротьба між тюркською династією Афшар та іранською династією Зенд, що почалася як внутрішня справа Ірану, закінчилася на користь останнього, для Туреччини виникла загроза.
Карим-хан Зенд вирішив вдарити по Османській імперії після того, як вона зазнала поразки від Російської імперії в Російсько-турецькій війні 1768-1774. Карим-хан, який захопив владу в Ірані, оголосив війну Османській імперії.
У 1775 його військо, вторгнувшись до Іраку, відступило, розграбувавши околиці Багдада, а потім східну та південно-східну Анатолію. Під час чотирирічної війни Карім-хан не отримав того, що хотів. Лише місто Басра залишалося окупованим Іраном близько трьох років. Однак зі смертю Карим-хана в 1779 османські війська, скориставшись заворушеннями в Ірані , зуміли відбити Басру.